# Doug Williams (jogador de futebol americano)
Douglas Lee Williams (9 de agosto de 1955, Zachary, Luisiana) foi quarterback do Tampa Bay Buccaneers e do Washington Redskins na National Football League, a liga nacional de futebol americano profissional dos Estados Unidos. Williams, jogando pelos Redskins, foi o primeiro quarterback afro-americano a ser eleito MVP de um Super Bowl (XXII); foi, também, o primeiro quarterback afro-americano a vencer um Super Bowl como titular. Este Super Bowl, inclusive, foi o ponto de maior brilho na carreira de Williams, que sofreu com lesões ao longo de sua trajetória. Encerrou sua carreira após a temporada de 1989 da NFL.

## Números da Carreira
| Ano   | Time                 | Jogos | Ten   | Com   | Pct   | Jardas | TDs | Int | Rating |
| ----- | -------------------- | ----- | ----- | ----- | ----- | ------ | --- | --- | ------ |
| 1978  | Tampa Bay Buccaneers | 10    | 194   | 73    | 37,6% | 1 170  | 7   | 8   | 53,4   |
| 1979  | Tampa Bay Buccaneers | 16    | 397   | 166   | 41,8% | 2 448  | 18  | 24  | 52,5   |
| 1980  | Tampa Bay Buccaneers | 16    | 521   | 254   | 48,8% | 3 396  | 20  | 16  | 69,9   |
| 1981  | Tampa Bay Buccaneers | 16    | 471   | 238   | 50,5% | 3 563  | 19  | 14  | 76,8   |
| 1982  | Tampa Bay Buccaneers | 9     | 307   | 164   | 53,4% | 2 071  | 9   | 11  | 69,6   |
| 1986  | Washington Redskins  | 1     | 1     | 0     | 0,0%  | 0      | 0   | 0   | 39,6   |
| 1987  | Washington Redskins  | 5     | 143   | 81    | 56,6% | 1 156  | 11  | 5   | 94,0   |
| 1988  | Washington Redskins  | 11    | 380   | 213   | 56,1% | 2 609  | 15  | 12  | 77,4   |
| 1989  | Washington Redskins  | 4     | 93    | 51    | 54,8% | 585    | 1   | 3   | 64,1   |
| Total |                      | 88    | 2 507 | 1 240 | 49,5% | 16 998 | 100 | 93  | 69,4   |